# Porridge Radio
I Porridge Radio sono un gruppo indie inglese costituitosi a Brighton nel 2015. 
Sono guidati da Dana Margolin, chitarrista, vocalist e autrice dei brani del gruppo. 
Gli altri membri sono Georgie Stott alle tastiere, Maddie Ryall al basso e Sam Yardley alla batteria.
Nel 2018 il Guardian li ha inseriti tra i 40 artisti emergenti e ha descritto la loro musica come "slacker indie".
Dal 2019 fanno parte dell'etichetta discografica indipendente Secretly Canadian.
Nel gennaio 2020 hanno pubblicato il loro album Every Bad che ha riscontrato un buon favore della critica e per cui sono stati candidati al Premio Mercury.
Nel gennaio 2025 annunciano la pubblicazione dell'ultimo EP The Machine Starts To Sing, il completamento delle date previste per il tour e lo scioglimento della band.

## Formazione
- Dana Margolin - voce, chitarra
- Maddie Ryall - basso
- Georgie Stott - tastiere
- Sam Yardley - batteria

## Discografia

### Album
- 2015 Misery Radio (Eyeless)
- 2015 I'm Not Sure Anymore (autoprodotto)
- 2016 Hello Dog Friendly (West America; Memorials of Distinction)
- 2016 Rice, Pasta and Other Fillers (Memorials of Distinction)
- 2020 Every Bad (Secretly Canadian)
- 2022 Waterslide, Diving Board, Ladder to the Sky (Secretly Canadian)
- 2024 Clouds In The Sky They Will Always Be There For Me
- 2025 The Machine Starts To Sing [EP]

### Singoli
- 2017 "O Christmas" (Art Is Hard)
- 2019 "Give/Take" (Memorials of Distinction)
- 2019 "Don't Ask Me Twice" (Memorials of Distinction)
- 2019 "Lilac" (Secretly Canadian)
- 2020 "Good For You (con Lala Lala)" (Secretly Canadian)
- 2020 "7 Seconds" (Secretly Canadian)
- 2022 "Back to the Radio" (Secretly Canadian)
- 2022 "The Rip" (Secretly Canadian)